# 叶附生苔

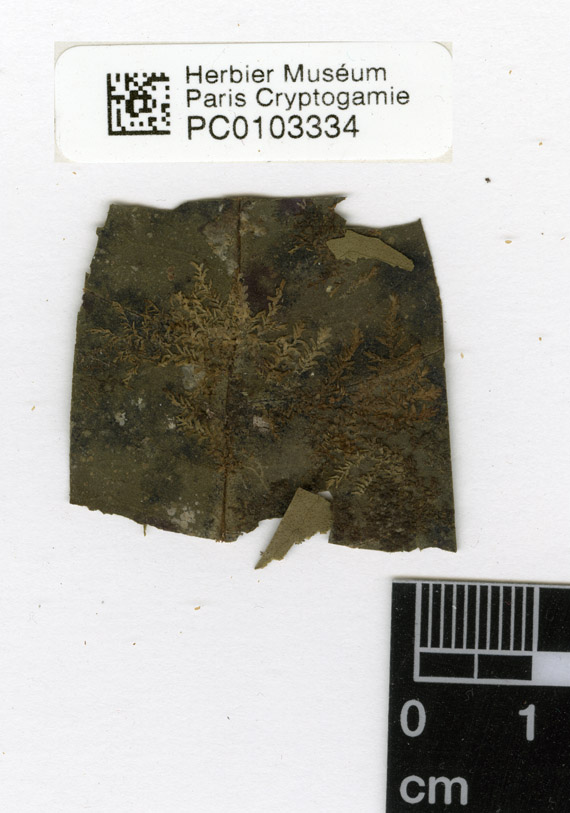
細鱗蘚科Cololejeunea khanii的正模標本，附生於葉片表面

叶附生苔，或稱葉附生苔類植物，是指附生于活的维管植物叶片表面的苔蘚植物，其中絕大多數屬於地錢門細鱗蘚科，也有少部分是苔類植物門、角蘚門或其他地錢門的成員。葉附生苔在南極洲以外的各大洲都有分布，但在熱帶至副熱帶的熱帶雨林和季風雨林中尤其繁盛，在多樣性高的區域甚至可見數十種不同的葉附生苔棲息於同一片葉子上；在其餘地區，葉附生苔則極其罕見。
叶附生苔的个体细小扁平，腹面有束状假根和卷曲的囊状腹瓣，有些叶附生苔细胞壁表面突起成疣状。由於葉片的壽命不長，能讓葉附生苔落腳的時間相當短，故這類苔蘚植物發展出高度特化的生活史，如高度依賴芽胞（brood body）、繁殖枝、脫落的葉等無性繁殖機制，孢子採行早發性萌芽，配子體有幼態發育（neotenic development）現象，以及快速形成配子囊等等，以達到短時間內大量播遷的效果。迄今並未發現葉附生苔對於宿主植物的種類或葉片形態表現出專一性，但已知其偏好附生於常綠、硬革質、較光滑且較厚的葉片，如殼斗科、茶科、茜草科、蘭科、蕁麻科、蕨類等。